# Каценштейн, Эвальд Эмильевич
Эвальд Эмильевич Каценштейн (11 июня 1918 — 28 июля 1992) — советский и российский поэт, педагог, общественный деятель. Писал на немецком языке.

## Биография
Эвальд Каценштейн родился 11 июня 1918 года в селе Белый Ключ (Грузия) в немецкой семье. В 1935 году окончил школу-девятилетку и переехал в Москву. Работал проходчиком на Метрострое, лаборантом в МГУ, учился на рабфаке. В 1941 году окончил Московский педагогический институт иностранных языков им. М. Тореза, остался работать в нём преподавателем.
После начала Великой Отечественной войны работал на подмосковных оборонных заводах. Затем был призван в трудовую армию в Карелию. Демобилизован в связи с болезнью. В 1942 году был направлен в Алтайский край преподавателем немецкого языка. Работал в Краюшкинской средней школе.
В 1955 году начал литературную деятельность, опубликовав в немецкой газете «Арбайт» перевод на немецкий язык «Стихов о советском паспорте» В. Маяковского. Позднее переводил на немецкий произведения М. Лермонтова, Н. Некрасова, С. Маршака, К. Чуковского, С. Михалкова, Дж. Родари. Сам Каценштейн писал преимущественно детские стихи. Был автором учебников для школ с углублённым изучением немецкого языка. Активно участвовал в немецком национальном движении. В 1971 году стал членом Союза писателей России.
С 1957 по 1973 год заведовал кафедрой иностранных языков в Алтайском сельскохозяйственном институте. В 1973 году организовал кафедру иностранных языков в АлтГУ.

## Сочинения
- Молодые мастера: для детей / худож. Г. Вильмс. — Барнаул: Алт. кн. изд-во, 1971. — 63 с. — Нем.
- Выходи скорее, солнце!: [для детей мл. шк. возраста] / пер. с нем. М. Юдалевича; худож. Г. Трошков. — Барнаул, Алт. кн. изд-во, 1978. — [29] с.: цв. ил.
- Наш мир красив: [для детей]. — М.: Прогресс, 1978. — 135 с. — Нем.
- Обновление. — Барнаул, Алт. кн. изд-во, 1980. — 111 c.: портр. — Нем.
- Карусель дружбы= Freundschaftskarussell: [для детей мл. шк. возраста] / худож. И. Азисов. — Барнаул, Алт. кн. изд-во, 1986. — 96 с.: цв. ил. — Нем.
- Цветные карандаши: для детей / [пер. с нем. Г. П. Агальцева, С. И. Каширина, П. Я. Машканцева, В. Д. Соколова, М. Юдалевича; послесл. М. Юдалевича; рис. А. Емельянова]. — Барнаул, Алт. кн. изд-во, 1988. — 47 с.: цв. ил., портр.
- Сто чудес: стихи, считалки, загадки. — Алма-Ата: Казахстан, 1989. — 40 с. — Нем.
- Зубная боль в сердце: [для взрослых] / [предисл. на рус. и нем. яз., послесл. на нем яз. Л. Малиновского]. — Барнаул: Алт. краев. Рос.-Нем. Дом, 2000. — 160 с.: портр. — Нем.